# قطعنامه ۷۱۶ شورای امنیت
قطعنامه  ۷۱۶ شورای امنیت سازمان ملل متحد که در تاریخ ۱۱ اکتبر ۱۹۹۱ تصویب شد، سندی بین‌المللی دربارهٔ قبرس است. این قطعنامه طی نشست ۳۰۱۳ام با ۱۵ رای موافق، ۰ مخالف و ۰ ممتنع تصویب شد.